# مجلس الأمن القومي (تونس)
مجلس الأمن القومي وسابقا المجلس الوطني للأمن، هو هيئة تونسية تابعة لرئاسة الجمهورية. أسس المجلس في 1990 تحت اسم المجلس الوطني الأمن، وأعيد تنظيمه في 2017 وأصبح يسمى باسمه الحالي.

## التاريخ
تم تكوين المجلس الوطني للأمن في 1990 بمقتضى الأمر الحكومي عدد 1195 لسنة 1990 المؤرخ في 6 يوليو 1990 المتعلق بالمجلس الوطني للأمن. "وهو يحل محل مجلس 1988. ففي هذا العام غير بن علي التسمية من مجلس “قومي” إلى مجلس “وطني”. ويعود إحداث أوّل مجلس في حكم زين العابدين بن علي، “المجلس القومي للأمن”، إلى 27 نوفمبر 1987، أي بعد 20 يوما من انقلاب 7 نوفمبر 1987. وحلّ المجلس محل “مجلس الدفاع الوطني” الذي أرسي سنة 1970 وقد وقع مرسومه الوزير الأول الباهي الأدغم وكان المجلس تحت سلطة الوزارة الأولى وليس رئاسة الجمهورية. وهذا الأمر موقع من رئيس الوزراء في الحكومة التي كان يشغل منصب وزير الدفاع فيها حينها الباجي قائد السبسي."
«ويجدر الانتباه إلى أهمية الظرف التاريخي، فقد كان بورقيبة في الخارج لتلقي العلاج وأوكل سلطاته للباهي الأدغم في وقت كانت البلاد تمر بأزمة سياسة واقتصادية كبيرة مع فشل نظام التعاضد وإحالة رئيس الوزراء الأسبق أحمد بن صالح أمام المحكمة العليا، ووسط منافسة بين الثلاثي نويرة والمصمودي من جهة والأدغم من جهة أخرى.»
وكانت تلك المرحلة حاسمة بالنسبة لهذه المؤسسة «لأنها المرة الأولى منذ الاستقلال التي يُنقل فيها المجلس من الوزارة المكلفة بالدِّفاع إلى الوزارة الأولى.»
في 2017، أعيد تنظيم المجلس بمقتضى الأمر الحكومي عدد 70 لسنة 2017 مؤرخ في 19 يناير 2017 المتعلق بمجلس الأمن القومي.

## المهام
- يتداول المجلس حول المسائل التي تخص:
  - السياسات العامة في مختلف المجالات المتعلقة بالأمن القومي.
  - الاستراتيجيات الوطنية في المجالات المتعلقة بالأمن القومي.
  - الخيارات الاستراتيجية في مجال الاستعلامات.
  - الاستراتيجية الوطنية لمكافحة التطرف والإرهاب وتحيينها بصفة دورية وذلك بالتنسيق مع اللجنة الوطنية لمكافحة الإرهاب (المحدثة بمقتضى القانون الأساسي عدد 26 لسنة 2015 المؤرخ في 7 أغسطس 2015 المتعلق بمكافحة الإرهاب ومنع غسيل الأموال).
  - الدراسات والتوصيات والمقترحات الصادرة عن اللجان المنصوص عليها بالفصل 6 من هذا الأمر الحكومي.
- يتولى تقييم التحديات الداخلية والخارجية وتدابير التعامل مع التهديدات ولو كانت متوقعة الحصول.
- يتولى توجيه السياسة الخارجية وفق أولويات الأمن القومي.

كما ينظر المجلس في كافة المسائل التي يعرضها عليه رئيس الجمهورية أو رئيس الحكومة.
يجتمع المجلس مرة كل ثلاثة أشهر على الأقل، وكلما اقتضت الضرورة ذلك، وعند وجود خطر داهم مهدد لكيان الوطن أو أمن البلاد أو استقلالها أو تعرضها لأزمات، ينعقد المجلس حالا ويبقى في حالة انعقاد إلى زوال الموجب.

## الأعضاء
يترأس مجلس الأمن القومي رئيس الجمهورية التونسية بصفته القائد الأعلى للقوات المسلحة، ويتكون من: مستشار الأمن القومي لدى رئيس الجمهورية التونسية ، رئيس الحكومة التونسية، رئيس مجلس نواب الشعب، رئيس المجلس الوطني للجهات والأقاليم، وزير العدل، وزير الدفاع الوطني، وزير الداخلية، وزير الشؤون الخارجية، وزير المالية، كبار قادة القوات المسلحة التونسية و كبار قادة قوات الأمن الداخلي . ويمكن للوزراء طلب حضور القادة أو المديرين العامين أو رؤساء الهياكل المختصة ذات العلاقة بمهام المجلس للمشاركة في أعماله.
التركيبة الحالية
| الصفة                                            | العضو                               |
| ------------------------------------------------ | ----------------------------------- |
| رئيس الجمهورية التونسية (رئيس المجلس)            | قيس سعيد                            |
| رئيس الحكومة التونسية                            | كمال المدوري                        |
| رئيس مجلس نواب الشعب                             | إبراهيم بودربالة                    |
| رئيس المجلس الوطني للجهات والأقاليم              | عماد الدّربالي                       |
| وزيرة العدل                                      | ليلى جفال                           |
| وزير الدفاع الوطني                               | خالد السهيلي                        |
| وزير الداخلية                                    | خالد النوري                         |
| وزير الشؤون الخارجية                             | محمد علي النفطي                     |
| وزيرة المالية                                    | مشكاة سلامة الخالدي                 |
| مدير عام وكالة الاستخبارات والأمن للدفاع         | الفريق أول الحبيب الضيف             |
| رئيس أركان القوات البرية                         | الفريق أول محمد الغول               |
| رئيس أركان جيش الطيران                           | الفريق أول محمد الحجام              |
| رئيس أركان البحرية الوطنية                       | الأميرال عادل جهان                  |
| مدير عام الأمن الوطني                            | العميد مراد سعيدان                  |
| المدير العام آمر الحرس الوطني                    | آمر اللواء حسين الغربي              |
| المدير العام لأمن رئيس الدولة و الشخصيات الرسمية | آمر اللواء خالد اليحياوي            |
| مستشار الأمن القومي لرئيس الجمهورية              | الفريق بالبحرية عبد الرؤوف عطا الله |

## مقالات ذات صلة
- المركز الوطني للاستخبارات (تونس)
- مجلس الأمن الوطني

## روابط خارجية
- مجلس الأمن القومي، رهان السلطة بين القصبة وقرطاج؟ محمد الحدّاد، بر الأمان، 15 جانفي 2018: https://news.barralaman.tn/ar-cns-kasbah-carthage/
- الأمر الحكومي عدد 1195 لسنة 1990 المؤرخ في 6 يوليو 1990 المتعلق بالمجلس الوطني للأمن.
- الأمر الحكومي عدد 70 لسنة 2017 مؤرخ في 19 يناير 2017 المتعلق بمجلس الأمن القومي.